# Emilio Servadio
Emilio Servadio (Sestri Ponente, 14 agosto 1904 – Roma, 18 gennaio 1995) è stato uno psicoanalista, parapsicologo, esoterista e giornalista pubblicista italiano, uno dei fondatori della psicoanalisi italiana.

## Biografia
Emilio Servadio nasce a Sestri Ponente nel 1904 da genitori ebrei: il padre Cesare, d'origine marchigiana, è dirigente della società di Navigazione Generale Italiana, la madre, Faustina Finzi, appartiene ad una famiglia di gioiellieri fiorentini.  Studia musica per diversi anni: pianoforte, armonia, composizione. Nel 1917 va a vivere a Firenze, presso le zie e la nonna materna, dove apprende l'ebraico antico con David Prati, che sarà in seguito rabbino maggiore di Roma; per lui compone, all'età di 13 anni, un preludio che fu eseguito nella sinagoga di Firenze. Tra il 1928 e la fine del 1929 collabora alle riviste espressione del Gruppo di Ur (con lo pseudonimo Es) e nel 1930 dà il suo apporto a La Torre , fondata e diretta (per soli 10 numeri, prima di venir sequestrata e definitivamente sospesa su ordine di Achille Starace) da Julius Evola. 
Laureatosi in giurisprudenza all'Università di Genova con una tesi sull'ipnosi nella medicina legale, nel 1932 è tra i fondatori insieme a Edoardo Weiss della Società Psicoanalitica Italiana, di cui sarà presidente dal 1963 al 1969. Oltre alla psicoanalisi, si dedica a studi di parapsicologia per i quali compone diversi saggi. Nel novembre del 1934 domanda al Ministero dell'Interno l'autorizzazione di appartenere alla Società Psicanalitica di Vienna e a quella internazionale, che lo hanno nominato membro, autorizzazione che gli è rifiutata. Nel 1935 pubblica sulla rivista di psicoanalisi Imago, fondata nel 1912 da Hanns Sachs, Sigmund Freud e Otto Rank, il saggio "Psychoanalyse und Telepathie". Nel 1937, insieme con altri studiosi, fonda la Società Italiana di Metapsichica che, nel 1955, muterà il nome in Società Italiana di Parapsicologia. Collabora, inoltre, con vari quotidiani tra cui Il Tempo di Roma. In seguito alle leggi razziali fasciste del 1938 emigra in India dove, a Bombay, esercita come psicoanalista ed è nominato professore onorario del Madras College. Con l'entrata in guerra dell'Italia è internato, in quanto Italiano, in un campo di concentramento inglese. Alla fine della guerra, nel gennaio 1946, torna in Italia. 
Nel 1948 sottopone ad attento esame Achille D'Angelo, conosciuto come "il mago di Napoli", accertandone le facoltà di psicocinesi e le doti paranormali. 
È redattore dell'Enciclopedia Italiana di scienze, lettere ed arti e del Dizionario Biografico degli Italiani della Treccani.
Tra i suoi molteplici interessi è da annoverare, oltre all'amore per la musica, la poesia: dopo l'esordio del 1929 con le liriche di Licheni, diffuse in edizione limitata, nell'ultima parte della sua vita pubblica alcune raccolte di versi. È anche consulente scientifico nella realizzazione della miniserie RAI ESP trasmessa in quattro puntate nel 1973, con la regia di Daniele D'Anza.
Nel 1964 viene iniziato in Massoneria nella loggia massonica "Propaganda 2" all'Oriente di Roma, aderente al Grande Oriente d'Italia, che abbandonò nel 1966 per aderire alla loggia romana "Hermes" n. 594, pure del Grande Oriente d'Italia. Dal 1970 al 1975 fu anche membro della loggia di Roma  "Monte Sion" n. 705 (della quale faceva allora parte anche il noto pittore ed esoterista Ivan Mosca), pure del Grande Oriente d'Italia. Il 18 dicembre 1976 fu estromesso dal Grande Oriente d'Italia per aver preso parte alla scissione scozzese promossa da Vittorio Colao, che portava alla nascita della Gran Loggia Generale d'Italia. Fu reintegrato il 21 marzo 1980; si ritirò dalla vita massonica, chiedendo di venir messo "in sonno", negli anni '90. Nel 1972 fu in corrispondenza col Maestro venerabile della loggia ginevrina Sub Rosa, composta in gran parte da ex collaboratori dell'eclettica rivista parigina Planète (chiusa nel 1971), col progetto -che non riuscì- di fondare una loggia simile a Roma. Negli anni '90 collaborerà assiduamente al quotidiano Il Tempo  e alla rivista fiorentina Il Giornale dei Misteri..
Nel 1993 il Presidente del Consiglio Carlo Azeglio Ciampi gli consegnava il premio speciale della cultura, per la medicina e psicologia, assegnato dalla Presidenza del Consiglio.
Scompare a Roma, a novant'anni, nel 1995. È sepolto nel cimitero acattolico di Roma, già noto come Cimitero degli Inglesi, nel rione di Testaccio.

## Il convegno dei cinque
Nel gennaio del 1946, Servadio, chiamato dalla Direzione della Radio Rai di Roma per alcune offerte di collaborazione, insieme a Silvio D'Amico collabora alla nascita di una nuova trasmissione, che ha come progetto centrale quello di riunire un gruppo di esperti che, davanti ad un microfono, rispondessero alle domande degli ascoltatori pervenute per lettera. Nasce così la storica trasmissione Il convegno dei cinque destinata a divenire una delle più longeve dell'Azienda, andata in onda per oltre 32 anni, e che vide come ospite molto frequente proprio il professor Servadio, mentre si avvicendano intorno al tavolo vari esperti italiani, cultori delle diverse discipline.
Il primo gruppo, che partecipa all'inizio delle trasmissioni a partire dal mese di aprile del 1946, è composto, oltre che dallo stesso Servadio, dall'abate Giuseppe Ricciotti, biblista, autore di una celebre Vita di Gesù Cristo, Ugo Maraldi, fisico e docente universitario, Nicola Perrotti, medico psicologo, vice Alto Commissario per la Sanità Pubblica e Silvio D'Amico, giornalista e critico teatrale, che ne cura la direzione.

## Programmi radio Rai
- La Chiesa e lo spiritismo, conferenza di Emilio Servadio, trasmessa il 19 gennaio 1948.
- Studi ed esperienze di telepatia e chiaroveggenza, a cura della Società Italiana di Metapsichia, con Servadio, Businco, Mendicini, Schepies e Rabbene, trasmessa il 26 marzo 1949
- Sogni e fantasie, rubrica settimanale e cura di Emilio Servadio, aprile maggio 1950
- La psicoanalisi, Psicanalisi e Letteratura, sintesi radiofonica di Emilio Servadio e G.Guerrieri, regia di Pietro Masserano Taricco, trasmessa 14 gennaio 1952
- La psicoanalisi, a cura di Emilio Servadio, settimanale con la collaborazione di Cesare Musatti, Nicola Perrotti, Gerardo Guerrieri, Corrado Alvaro regia di Alberto Casella 1952.
- Intuizione e ragionamento nella pratica psicoanalitica, conversazione di E. Servadio, trasmessa il 11 agosto 1952
- L'imperatore Jones, di Eugene O'Neill, presentazione di Emilio Servadio, regia di Alberto Casella. trasmessa il 29 ottobre 1952
- Psicologie e psicologi d'avanguardia, Harry Stack Sullivan, e la psicologia interpersonale, trasmessa il 24 agosto 1955.
- Psicologie e psicologi d'avanguardia, Erich Fromm e il problema della relazioni umane, a cura di Emilio Servadio, trasmessa il 31 agosto 1955.

## Opere (lista incompleta)
- Licheni : liriche, edizione di 175 esemplari numerati, Torino, Ribet, 1929.
- La ricerca psichica, prefazione di Charles Richet, Roma, Cremonese, 1930.
- Che cos'e la metapsichica moderna : conferenza tenuta il 6 novembre 1929 al convegno di studi ebraici di Roma, Roma, Luce e Ombra, 1930.
- Due studi sul Surrealismo, Roma, Luce e Ombra, 1931.
- L'aquilone, il fuoco e il fulmine : contributo allo studio psicoanalitico dei simboli e dei miti, estratto da Saggi di psicoanalisi in onore di Sigmund Freud, Roma, Cremonese, 1934.
- La paura del malocchio, estratto da: Rivista Italiana di Psicoanalisi, Roma: Arti grafiche Santa Barbara, 1934.
- La psicoanalisi, (a cura di), Torino, Ed. Radio Italiana, 1953.
- La psicoanalisi e il Surrealismo, (a cura di) e Carlo Bo, Torino, Ed. Radio Italiana, 1953
- Il sogno, Milano, A. Garzanti, 1955.
- I culti vodun di Haiti, estratto da: Studia parapsychologica, Atti del 3º Congresso della Societa Italiana di Parapsicologia, Roma, Abete, 1956.
- La psicologia dell'attualità, prefazione di Giancarlo Vigorelli, Milano, Longanesi, 1961.
- L'educazione sessuale, Napoli, Guida, 1970.
- Psiche e sessualità, Roma, Astrolabio, 1972.
- Passi sulla via iniziatica, Roma, Edizioni mediterranee, 1977 (seconda edizione ampliata 1988).
- Sesso e psiche, Milano, Armenia, 1979.
- Poesie d'amore e di pena, Firenze, Centro internazionale del libro, 1985.
- Poesie del sogno e dell'estasi, Firenze, Centro internazionale del libro, 1988. ISBN 88-404-4118-2.
- Poesie del cuore e del cielo, Firenze, Nardini, 1989. ISBN 88-404-4121-2.
- Poesie dell'aria e del fuoco, Firenze, Nardini, 1991. ISBN 88-404-4129-8.
- Poesie della spada e della rosa, Firenze, Nardini, 1993. ISBN 88-404-4135-2.
- Poesie del vento e della luce, Firenze, Il fauno, 1994.

### Traduzioni e prefazioni
- Edgar Allan Poe, Stravaganze, Roma, A. F. Formiggini, 1929, collana "I Classici del Ridere" (nuove e prime versioni dall'inglese di Emilio Servadio).
- William Crookes, Ricerche sui fenomeni dello spiritualismo e altri scritti, Milano, Libreria Lombarda, 1932, (traduzione e prefazione).
- Anna Freud, Introduzione alla psicoanalisi per gli educatori : 4 lezioni, Roma, P. Cremonese, 1935, (traduzione e prefazione).
- Anhelus, Metapsichica e scienza : il contributo della scienza ufficiale alla ricerca psichica, Roma, G. Bardi, 1938, (prefazione).
- Sigmund Freud, Inibizione, sintomo e angoscia, Torino: Boringhieri, 1951, (traduzione e prefazione).
- Sigmund Freud, Sommario di psicoanalisi, Firenze, Ed. Universitaria, 1951, (traduzione).
- Edward Glover, La psicoanalisi : manuale per medici e psicologi, Milano, Fratelli Bocca, 1953, (prefazione).
- Ludwig Eidelberg, Volti e maschere dell'inconscio : La giornata di uno psicoanalista, Firenze, Ed. Universitaria, 1953, (prefazione).
- Anna Freud, Psicoanalisi e bambini, Milano-Verona, A. Mondadori, 1954, (premessa).
- Helene Deutsch, Psicologia della donna nell'adolescenza : studio psicoanalitico, Torino, Edizioni Scientifiche Einaudi, 1957, (prefazione).
- Helene Deutsch, Psicologia della donna adulta e madre : studio psicoanalitico, Torino, Edizioni scientifiche Einaudi, 1957, (prefazione).
- Angelo Hesnard, Manuale di sessuologia normale e patologica, Milano, Longanesi, 1962, (prefazione).
- Jean Dauven, Les pouvoirs de l'hypnose, Paris, Planete, 1965, (prefazione).
- Edoardo Weiss, Sigmund Freud come consulente, Roma, Astrolabio, 1971, (prefazione).
- Piero Cassoli, Lettere a un parapsicologo, Firenze, C. Tedeschi, 1974, (prefazione).
- Corrado Balducci, La possessione diabolica, Roma, Edizioni mediterranee, 1974, (prefazione).
- Helene Deutsch, Psicologia della donna : studio psicoanalitico in due volumi, Torino, Boringhieri, 1977, (prefazione).
- Filippo Di Forti, Lo stregone, la sfinge, l'analista, Cosenza, Bios, 1987, (prefazione).
- Jule Eisenbud, Amore e odio nella nursery ed oltre : voci dall'inconscio, Firenze, Psycho, 1993, (presentazione).

### Bibliothèque Sigmund Freud
- Articoli di Emilio Servadio disponibili online